# Southern Midlands Council

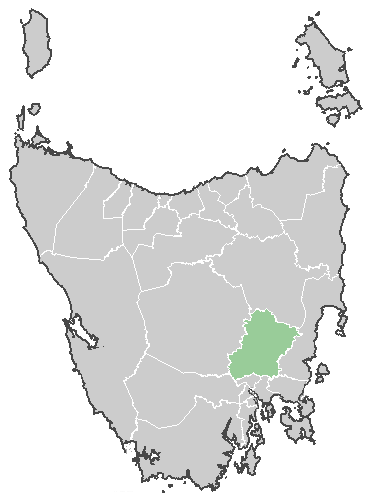
Southern Midlands Council na mapie Tasmanii

Southern Midlands Council – obszar samorządu lokalnego (ang. local government area) położony w południowo-wschodniej części stanu Tasmania (Australia). Siedziba rady samorządu zlokalizowana jest w mieście Oatlands, inne większe ośrodki to: Bagdad i Campania.
Według danych z 2009 roku, obszar ten zamieszkuje 6054 osób. Powierzchnia samorządu wynosi 2561 km². 
W celu identyfikacji samorządu Australian Bureau of Statistics wprowadziło czterocyfrowy kod dla gminy Southern Midlands – 5010.